# Морозова, Наталья Владимировна (гребчиха)
Наталья Владимировна Морозова (до замужества Денисова; 20 января 1930, Харьков — 5 октября 2024, Захарьино) — советская спортсменка, пятикратная чемпионка СССР (1951—1955) и двукратная чемпионка Европы (1954, 1955) по академической гребле. Заслуженный мастер спорта СССР (1955).

## Биография
Родилась 20 января 1930 года в Харькове. Жила в Ленинграде, где занималась академической греблей в клубе «Красное Знамя» под руководством Веры Савримович.
Наиболее значимых результатов добивалась в начале и середине 1950-х годов, выступая в классе четвёрок распашных с рулевыми. В этот период времени 5 раз становилась чемпионкой СССР и дважды выигрывала золотые медали чемпионатов Европы.
В 1955 году окончила Ленинградское высшее художественно-промышленное училище имени В. И. Мухиной. В 1963 году переехала в Новгород, где в 1963–1972 годах занималась тренерской деятельностью в ДСО «Спартак», а с 1972 по 1974 год была директором спортивной школы Новгородского областного спорткомитета. Участвовала в подготовке гребцов международного уровня, среди которых чемпионка Европы Мария Ковалёва.
Умерла 5 октября 2024 года в деревне Захарьино в Новгородской области. Похоронена на кладбище соседней деревни Ямно.

## Семья
В 1952–1973 годах была замужем за известным советским гребцом и тренером Евгением Морозовым.
Их дети также серьёзно занимались академической греблей, старший сын Александр становился чемпионом мира среди юношей в классе четвёрок парных (1975).